# Parada (Nigrán)
Parada (llamada oficialmente Santiago de Parada) es una parroquia (civil) perteneciente al municipio pontevedrés de Nigrán, en Galicia (España).

## Localidades
La parroquia está compuesta por las siguientes localidades:
- A Areíña
- A Carrasca
- A Casanova
- A Rúa
- As Cartas (Cartas)
- Con da Igrexa (Con)
- Igrexa (A Igrexa)
- Laxe (A Laxe)
- Nandín
- O Palleiro
- O Sobreiro
- O Tinde

## Demografía
A 1 de enero de 2024 la población de la parroquia de Parada ascendía a 1122 habitantes, 536 hombres y 586 mujeres.

### Población por núcleos de población
| Núcleos de población | Habitantes (2018) | Varones | Mujeres |
| -------------------- | ----------------- | ------- | ------- |
| A Carrasca           | 154               | 79      | 75      |
| A Rúa                | 33                | 12      | 21      |
| As Cartas            | 82                | 40      | 42      |
| Con da Igrexa        | 251               | 125     | 126     |
| Igrexa               | 129               | 64      | 65      |
| Laxe                 | 170               | 81      | 89      |
| Nandín               | 183               | 87      | 96      |
| O Sobreiro           | 31                | 14      | 17      |
| O Tinde              | 105               | 51      | 54      |

## Transportes
| Autobuses interurbanos operados por ATSA con parada en la parroquia de Parada | Autobuses interurbanos operados por ATSA con parada en la parroquia de Parada |
| ----------------------------------------------------------------------------- | ----------------------------------------------------------------------------- |
| 1D                                                                            | Bayona - La Ramallosa - Camos - Nigrán - Vigo                                 |